# Ilharre
Ilharre är en kommun i departementet Pyrénées-Atlantiques i regionen Nouvelle-Aquitaine i sydvästra Frankrike. Kommunen ligger i kantonen Saint-Palais som tillhör arrondissementet Bayonne. År 2022 hade Ilharre 150 invånare.

## Befolkningsutveckling
Antalet invånare i kommunen Ilharre
| Referens: INSEE |